# 闽清县各级文物保护单位列表
闽清县是福建省福州市下辖县，历史上则是福州十邑之一，深受闽都文化的影响，境内有全中国最大的单体古民居、全省最大的宋元时代青白瓷古窑址、福州十邑中规模最大的县级文庙以及张圣真君信仰的起源宫庙等文物保护单位。本列表列出闽清县各级文物保护单位名录及简要介绍。:347,372
自1981年至2023年，闽清县人民政府先后公布了35处县级文物保护单位，其中有7处先后升格为福建省文物保护单位。目前，闽清县境内暂无全国重点文物保护单位。这些文物保护单位的历史年代最早可追溯到宋代，最晚的则是中华人民共和国时期于1963年建立的梅城革命烈士墓。拥有最多文物保护单位的乡镇是坂东镇，境内有5处县级文物保护单位和2处省级文物保护单位。:347,372

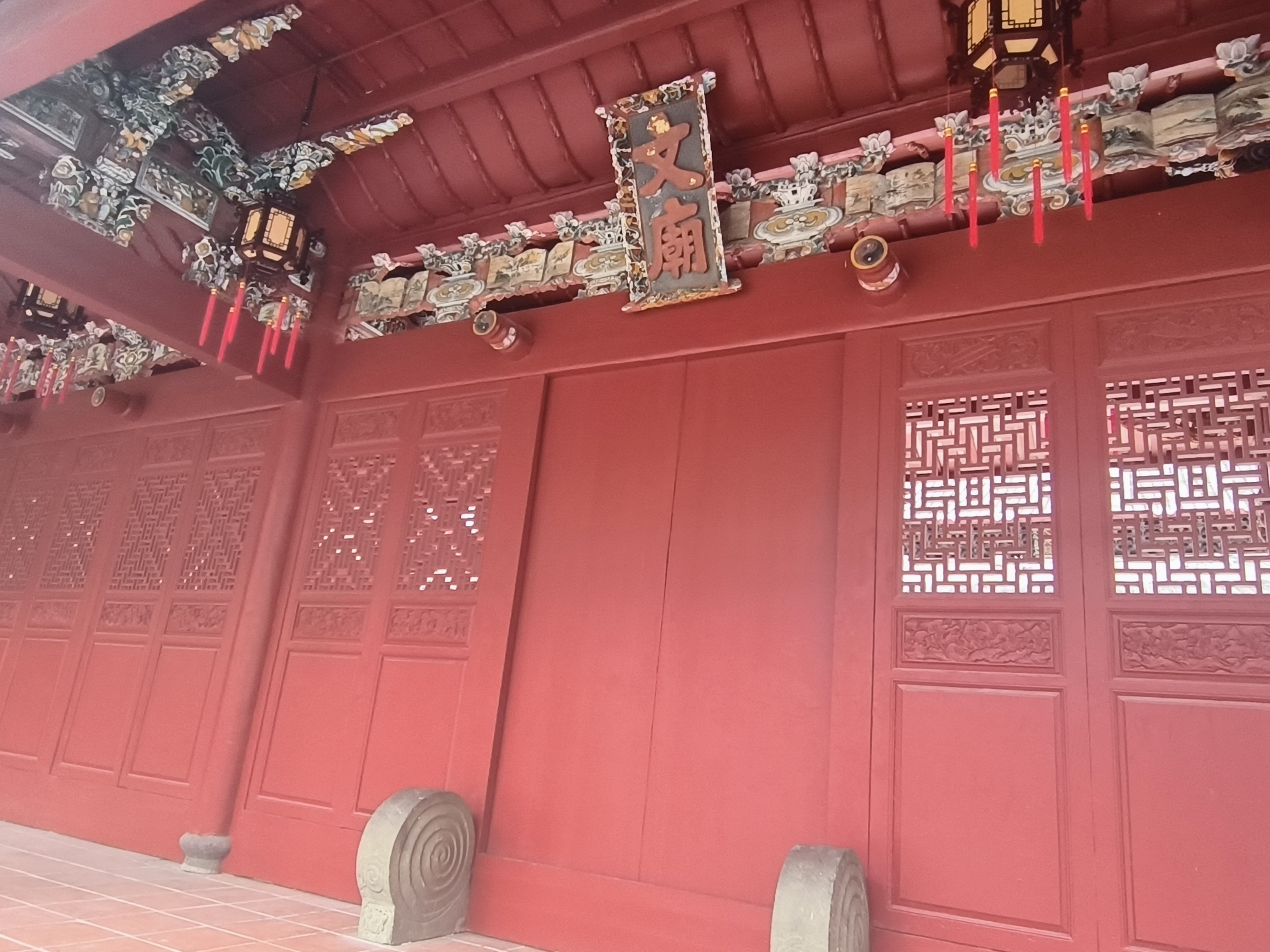
首批县级文物保护单位、第八批福建省文物保护单位闽清文庙的正门。
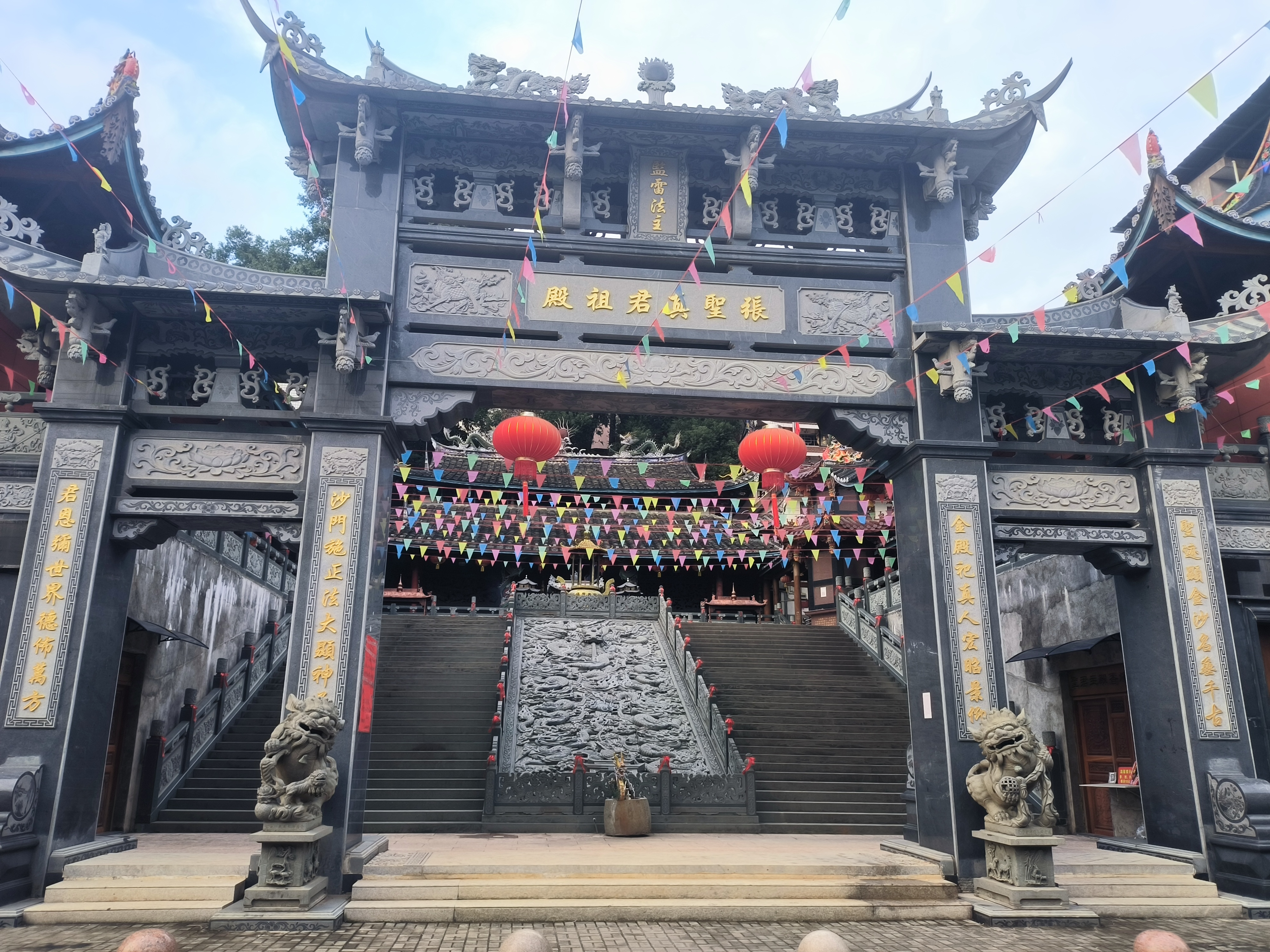
位于金沙镇的张圣真君祖殿，又名金沙堂，为第四批县级文物保护单位。
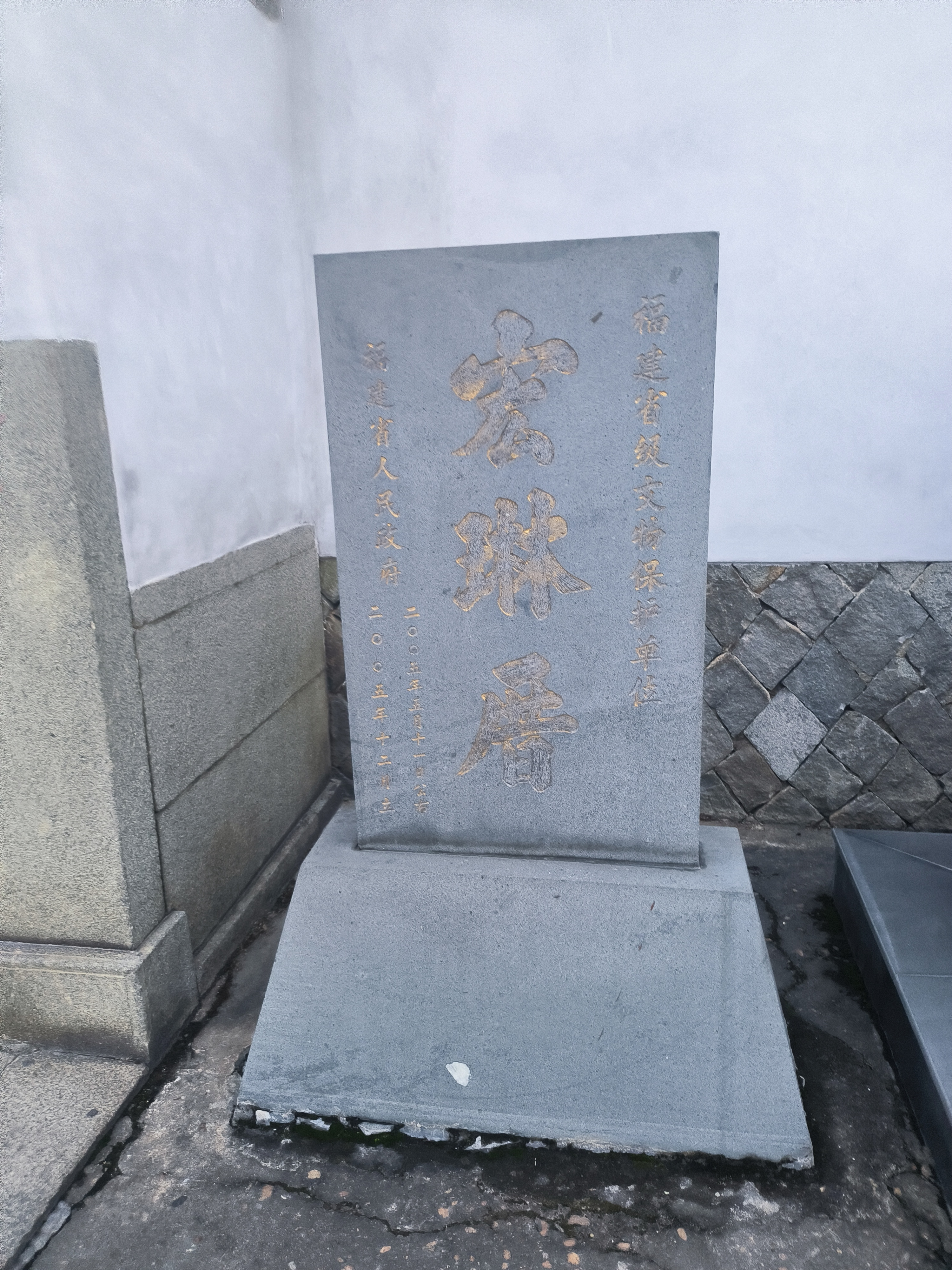
宏琳厝的第六批福建省级文物保护单位碑记，亦是第五批县级文物保护单位。
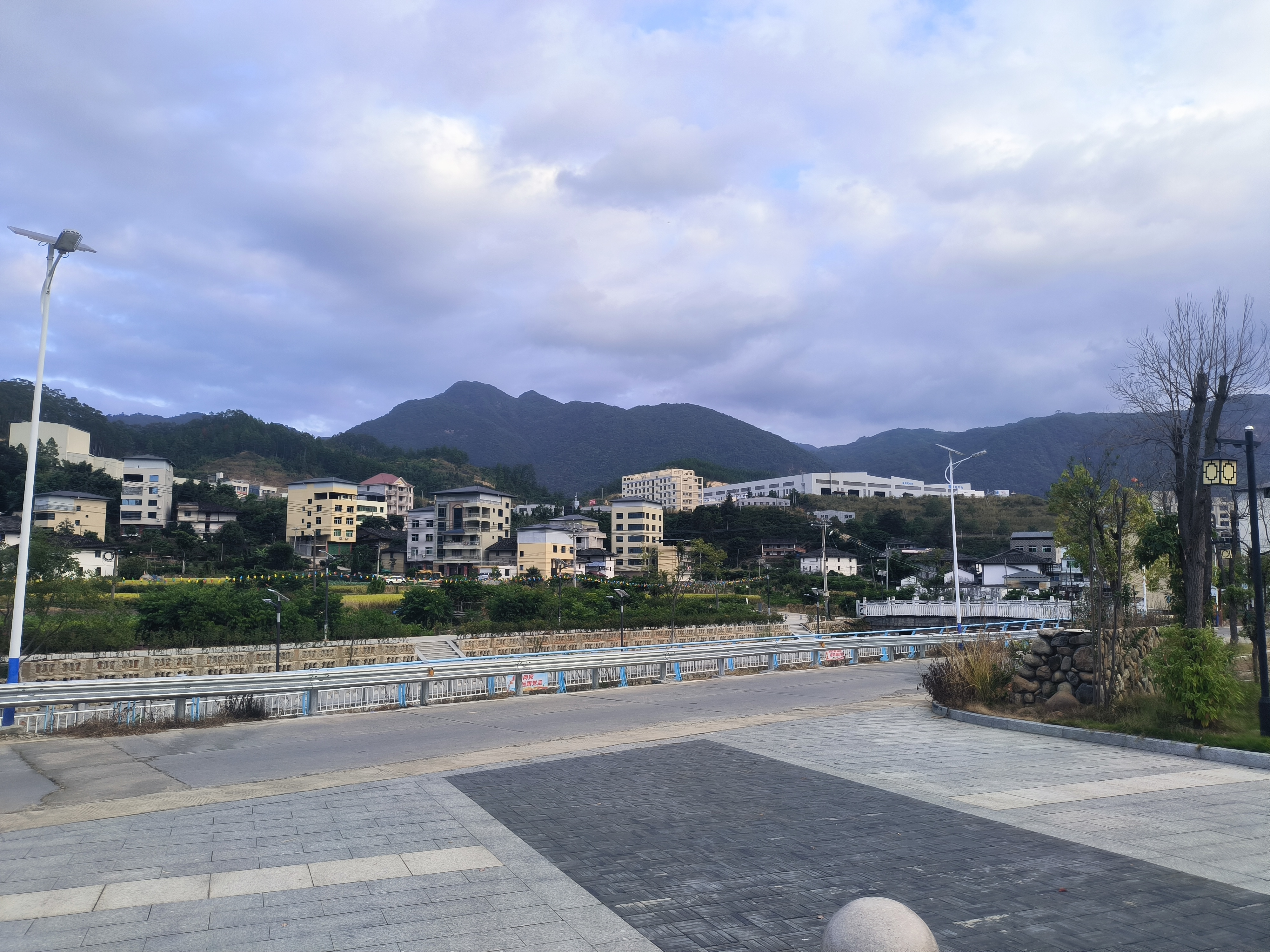
位于云龙乡的后垅村村貌，第七批县级文物保护单位典利厝坐落其中。

## 福建省文物保护单位
| 名称                        | 年代       | 地址                                                                           | 类别                   | 图片 | 简介 |
| --------------------------- | ---------- | ------------------------------------------------------------------------------ | ---------------------- | ---- | --- |
|                             |            |                                                                                |                        |      | |
| 第三批（1991年4月公布）:347 |            |                                                                                |                        |      | |
| 黄乃裳、黄乃模墓            | 清代至民国 | 坂东镇湖头村 26°06′50.61″N 118°46′43.59″E / 26.1140583°N 118.7787750°E         | 古建筑及历史纪念建筑物 |      | 平面呈凤字形，三合土构筑，宽13米，进深40米，墓埕有4层。墓主黄乃裳是著名爱国华侨，曾参与公车上书、辛亥革命等运动，率领福州移民开垦婆羅洲砂拉越的诗巫（新福州），1924年去世后附葬于此墓；黄乃模是黄乃裳三弟，甲午战争时任致远舰副管带，在海战中牺牲，光绪二十六年（1900年）朝廷钦赐衣冠冢，墓前竖有1对石望柱，柱上所刻的文字由陈宝琛所题写，说明此墓是黄乃模衣冠冢。1982年入选第二批县级文物保护单位。 |
| 义窑窑址                    | 宋代至清代 | 东桥镇大箬村、义由村 26°19′47.02″N 118°51′40.74″E / 26.3297278°N 118.8613167°E | 古遗址                 |      | 是福建省面积较大、保护比较完整的古窑址，窑炉为龙窑。闽清的产瓷历史在古代没有任何文献记载，乾隆时期的县志甚至称闽清“不产瓷器”，但闽清境内却发现了散布在方圆10多公里的范围内的庞大窑址群，考古学界认为闽清义窑是福建省宋元时期青白瓷的最大窑址，对福建制瓷历史的研究具有较大意义。义窑产品在澎湖列岛、南海、连江县东洛岛和日本等地区均有发现。1985年入选第三批县级文物保护单位。                       |
| 第六批（2005年5月公布）:347 |            |                                                                                |                        |      | |
| 宏琳厝                      | 清代       | 坂东镇新壶村 26°05′44.57″N 118°46′08.73″E / 26.0957139°N 118.7690917°E         | 古建筑                 |      | 是全中国最大的单体古民居，由药材商人黄祖嘉始建于清乾隆六十年（1795年），历时28年，由其子黄宏琳建成于道光三年（1823年），建筑整体对称，三进格局，住房666间，总面积17000多平方米。项南等中共早期领导人曾在此领导中共组织抗日。现为国家AAA级旅游景区。1997年入选第五批县级文物保护单位。2016年7月9日大部分建筑毁于台风尼伯特，政府与民间共同努力历经三年重修，将宏琳厝恢复到受灾前的状态。              |
| 第八批（2013年1月公布）     |            |                                                                                |                        |      | |
| 万松岭驿道                  | 宋代       | 梅溪镇樟洋村 26°15′18.58″N 118°49′58.74″E / 26.2551611°N 118.8329833°E         | 古建筑                 |      | 位于闽清县城的西北侧，是古代当地通往闽清县城的重要通道，驿道旁侧有摩崖石刻，“万松岭”石刻为南宋郑性之所题，高0.82米，宽0.60米，右侧有民国时期闽清县长徐尧炤所题写的“听涛”。1992年入选第四批县级文物保护单位。:209-210 |
| 合龙桥                      | 清代       | 省璜镇璜兰村 25°59′18.17″N 118°43′46.78″E / 25.9883806°N 118.7296611°E         | 古建筑                 |      | 是闽清县最具代表性的斜撑式木拱廊桥，使用的“虹桥技术”在世界桥梁建筑中独具一格，横跨梅溪，长53米、宽4.80米，二堍一墩二孔等跨木拱廊屋，廊内11开间，用柱48根，8节桥拱拱骨由较粗大的圆木组成。始建于南宋乾道年间，元延祐年间遭毁，清康熙三十八年（1699年）由里人郑克承募资重建，民国18年（1929年）有维修。1985年入选第三批县级文物保护单位。                                                              |
| 闽清文庙                    | 清代       | 梅城镇城南北大街 26°13′37.04″N 118°51′48.92″E / 26.2269556°N 118.8635889°E     | 古建筑                 |      | 是福州十邑留存至今的五座文庙中规模第二大的，仅次于市区的福州文庙，始建于北宋景德四年（1004年），现存建筑建于清咸丰十一年（1861年），坐北朝南，木构建筑，平面呈长方形，占地2100平方米，主体建筑面积1347平方米。庙内有大成殿、廊庑，存有多处清代和现代石刻碑记，20世纪50年代至70年代曾遭严重破坏。1981年列为第一批县级文物保护单位，当地政府在1980年代、1990年代和2020年代多次对文庙进行大修。         |
| 际上石刻群                  | 宋代至清代 | 云龙乡际上村 26°07′50.85″N 118°51′07.25″E / 26.1307917°N 118.8520139°E         | 石窟寺及石刻           |      | 是宋朝当地文人陈祥道、陈安道兄弟的读书处，保存有南宋诗人张孝祥所题写的“起傅岩”字样，以及对侧陈祥道所刻写的“龙首岗”字样，同时将附近张安国（即张孝祥）、萧千岩（即蕭德藻）联名题写的七言诗石刻纳入附属文物。“起傅岩”石刻是1985年入选的第三批县级文物保护单位。:211 |

## 闽清县文物保护单位
| 名称                   | 年代           | 地址                                                                       | 类别               | 简介 |
| ---------------------- | -------------- | -------------------------------------------------------------------------- | ------------------ | --- |
|                        |                |                                                                            |                    | |
| 第一批（1981年公布）   |                |                                                                            |                    | |
| 台山石塔               | 清代           | 梅城镇台山公园                                                             | 古建筑             | 是闽清县的重要地标之一，始建于唐朝，具体年代无考，嘉靖二十五年（1546年）重建，空心花岗岩材质，共7层，高10米，第1层约高2米，以上6层塔的层高随高度上升而减少，塔檐斗拱翅角。塔下原有柱流亭，现已圮毁。 |
| 白云山石碑             | 宋代           | 白樟镇白云村                                                               | 石窟寺及石刻       | 是宋理宗赵昀于淳祐六年（1244年）亲笔题写的石碑，呈深灰色，砺石质地，长方形圆首，高4.4米，宽1.35米，厚约35厘米，上文刻篆体“皇帝御书”四字，中央刻楷体“白云山”三个大字，两边有龙纹图案，碑下花岗岩底座为贔屭状，长2.4米、宽1.8米、重约5吨。 |
| 第二批（1982年公布）   |                |                                                                            |                    | |
| 白岩山风景区           | 清代           | 三溪乡山垱村                                                               | 其他               | 是一套发育完整的典型火山岩系，海拔1237.7米，因山顶岩白如雪而得名，景区内有108处自然景观，有“百景岩”之称，亦有历代诗人题咏、寺庙道观等多处人文景观，其中最为著名的是朱熹所题刻的“八闽岳祖”四字。 |
| 第三批（1985年公布）   |                |                                                                            |                    | |
| 梅溪坪题刻             | 宋代至清代     | 梅城镇台山脚下                                                             | 石窟寺及石刻       | 是梅城镇台山脚下一处突兀石壁上的题刻真迹群，岩壁摩崖高、宽均为300厘米，其上石刻有朱熹题写的50厘米字径的“梅溪”、福州府知府李拔题写的40厘米字径的“山清水秀”和清代闽清县令何琬题写的一首七绝等。:134:208 |
| 白云寺                 | 清代           | 白樟镇白云村                                                               | 古建筑             | 曾是坐落于白云山谷台地中的一座规模宏大的佛寺，始建于北宋景祐三年（1036年），清朝雍正、嘉庆年间两度重修，原建筑为依山势而建的三进建筑，现仅存原建筑最后一座的法堂，已改作大雄宝殿，建筑平面呈长方形，坐北朝南，东西宽33.02米，南北深27.13米，占地约895.83平方米。建筑现保存较好。 |
| 第四批（1992年公布）   |                |                                                                            |                    | |
| 芝田宫                 | 清代           | 坂东镇墘上村                                                               | 古建筑             | 原名昭显庙，五代时是供奉闽国开国君主王审知手下四个部将和两位总管的庙宇，明朝天启年间将元朝县尹董祯、明朝知县沈源供奉在庙宇中，并更改为现名。现存建筑为清咸丰六年（1856年）扩建，占地800平方米，风格独特，正殿面阔5间，进深3间，抬梁式木构架，歇山顶式，另有戏台、两侧廊庑、钟鼓楼等结构，1989年曾重建。芝田宫在道光年间形成的“十八坂”庙会习俗延续至今。 |
| 金沙堂（张圣真君祖殿） | 清代           | 金沙镇金沙街中段 26°07′50.85″N 118°51′07.25″E / 26.1307917°N 118.8520139°E | 古建筑             | 是供奉张圣君的祖殿之一，始建于南宋绍兴二十九年（1159年），正统四年、康熙年间以及民国6年（1917年）多次重修，1963年拆除，文革时期神像、碑刻几乎全毁，1984年当地民众、台湾信众和旅外侨胞对金沙堂进行筹资重建，历时十五年重新落成，除正殿外，亦修筑了文昌阁、观音厅、顺天圣母厅等附属建筑。闽清民间认为张圣君是当地的农业保护神，每年举行的“游田了”民俗成为第二批福州市非物质文化遗产。                                                                                      |
| 洞灵桥                 | 清代至民国     | 白中镇继善村                                                               | 古建筑             | 曾是德化、尤溪等地与闽清的重要通道，因横跨洞灵溪而得名，又名继善桥，始建于清朝，民国8年（1919年）由里人姚东玖等募资重修。石拱单跨廊庑式，长19.7米，宽3.9米，通高8.7米，廊屋为七开间，用木柱24根，西南侧中部建有佛龛，廊屋顶分设三段脊翼，屋架木构抬梁，拱券顶门洞，上有竖匾书写“洞灵桥”三字。 |
| 王公庙                 | 清代           | 池园镇丽山村                                                               | 古建筑             | 又名王公宫，是一座祀奉陶瓷保护神的庙宇，池园一带高岭土储量丰富，又有芝溪穿过，故拥有五百年左右的制瓷历史，现存清嘉庆年间建成的正殿，坐东朝西，面宽15.33米，进深8.22米，平面呈长方形。面阔3间，进深6柱，穿斗式木构架，外围以风火墙，翘角以彩绘装饰。道光十八年（1838年）扩建的山门、戏台、围墙等均毁于文革。2010年代新建礼堂和梅瓷纪念馆等，存有前代制瓷的老工具。 |
| 武功庙                 | 明代至清代     | 上莲乡莲埔村                                                               | 古建筑             | 是一座祭祀岳飞及其结义兄弟的庙宇，俗称岳府、岳庙，始建于南宋绍圣年间，后毁坏，明清时期重修，现代建筑为清朝时期所建，坐北朝南，土木结构，占地432平方米，正殿面阔4间、进深3间，后座大殿面阔5间、进深10柱，前出游廊，穿斗式木构架，歇山屋面，屋角起翘下施角鱼，燕尾正脊。整体建筑有着典型的宋代建筑特征，现保存较为完好。 |
| 文昌阁                 | 清代           | 上莲乡上峰村                                                               | 古建筑             | 是一座保存较为完好的清代文昌阁，因古人祈求文运昌盛而建，主祀文昌帝君。始建于乾隆年间，楼阁式六角三层，层层内收，每层出檐翘脊，脊背饰卷草，下施角鱼，葫芦顶刹。通高12米，六角基座高0.3米，每边长7米，进深10.34米、宽12.34米。阁楼内有直通阁顶的木梯，一层的大门面朝南方，面阔3间，进深5柱，上两层为整体单间，有方形、圆形门窗。 |
| 文泉书院               | 清代           | 坂东镇新壶村                                                               | 古建筑             | 是清朝时期闽清最大的私立书院，原名崇文书院，由宏琳厝建立者黄作宾创办于乾隆四十八年（1783年），因家中四子去县城文庙路途遥远不太方便，黄作宾遂在老家建立了一个私塾供亲族就学。光绪十五年（1889年）乡绅与知县联合捐款倡建，更为此名，后屡经变迁发展为今闽清第二中学，书院旧址现位于校内，在2015年局部抢修，今成为闽清二中校史展览馆。 |
| 文昌宫                 | 清代           | 梅溪镇樟洋村                                                               | 古建筑             | 是旧时樟洋一带的学生就学场地，始建于清朝，占地580平方米，内祭祀有孔子、文昌帝君等，为当地十里八乡村的社学。中华人民共和国成立后，文昌宫作为小学校舍，一直延续使用到1960年代，后荒废。2015年村民募资30万元人民币重修，现作为村内图书馆和健身中心使用。 |
| 留云石刻               | 宋代           | 下祝乡后峰村                                                               | 石窟寺及石刻       | 是朱熹在此地留下的题刻真迹“留云”二字，书于后峰村垱狮岩壁上，题写的具体时间不明，两字为横排魏体阴刻，高30厘米，宽40厘米，落款为三个小字“晦翁书”，晦翁为朱熹晚年自号。:209-210 |
| 第五批（1998年公布）   |                |                                                                            |                    | |
| 六叶祠                 | 民国           | 坂东镇墘上村                                                               | 古建筑             | 是祭奠追随闽国王审知入闽的坂东黄氏先祖黄敦的祠堂，因他有六个孩子而得名，曾用名福建江夏虎丘黄氏祠堂，始建于北宋大中祥符元年（1008年），朝廷御赐名称护国积善院，重建于抗日战争末期，中共曾在此建立党组织，中华人民共和国时期一度被征用、毁坏，1980年代重建。总体占地面积13500平方米，建筑面积近5000平方米，正大厅宽11.3米，正栋高9.6米，左右各三边厅，有海外宗亲捐建的怀恩堂等建筑，天井埕宽35米，长19.5米。现有理事会、宗史研究会、文保委员会、慈善协会等机构管理此祠堂。 |
| 第六批（2019年公布）   |                |                                                                            |                    | |
| 娘寨                   | 清代           | 省璜镇良寨村                                                               | 古建筑             | 是一座建于明朝嘉靖年间的古寨，据传是遭悍匪抄家的张姓大户中一位祖妈严氏临危不乱，携孙儿幸免并建起一座城堡，最终使家道复兴。后世传为美谈，雅称此城堡为娘寨。占地7700平方米，外观近似方形。屋面双坡顶鹊尾脊；寨墙四角为圆孤形，高8米，下段以大块溪石砌成，上段用粘土夯筑，设有小窗和枪眼，便于防御。寨内保存一幅清康熙五十六年（1717年）的丝制巨幅寿幛，具有一定的文物价值。                                                                                                |
| 良衡厝                 | 清代           | 坂东镇新壶村                                                               | 古建筑             | 是新壶古民居群之一，得名自厝主黄良衡之名，又名新壶里新厝，最初由里人黄懋莹之妻林氏主持，始建于光绪元年（1875年），历时7年于光绪七年（1881年）落成，坐东北朝西南，土木结构二层半，面宽44米，进深51.5米，平面呈长方形，占地面积2266平方米，保持了闽清县传统民居的结构，书院布局则有别于新壶其他建筑。福建省立科学馆（今福建博物院前身）的创始人黄开绳出生于此。 |
| 学龙厝                 | 清代           | 坂东镇坂西村                                                               | 古建筑             | 是闽清清代古民居之一，建筑风格与宏琳厝类似，始建于清朝，2016年7月9日毁于台风尼伯特带来的洪灾，当地本打算拆除建造新房，但被一些住户保留下来并进行了原貌重建，政府亦拨款8万元人民币支持，2017年名列第一批县级历史建筑。 |
| 洋里桥                 | 明代           | 省璜镇璜兰村                                                               | 古建筑             | 是闽清县迄今发现保存最为完整的木构伸臂橋，始建于万历四十六年（1618年），康熙年间重修，全长20米，面阔5间，用柱34根，桥中建有佛龛，桥两侧建有木栏、坐椅，桥面上有亭子，桥拱梁木长短相接，由斗拱和廊柱支撑。 |
| 横溪卢公堂             | 明代           | 省璜镇横溪村                                                               | 古建筑             | 是祭祀卢公祖师的相关建筑，卢公是永泰出身的民间神灵，本名卢善，其影响力扩大到闽清省璜一带。建筑采用叠斗式抬梁式构架，屋面为燕尾式歇山顶，整体建筑有明显的明代风格，具有一定研究价值。:372 |
| 横溪泗洲亭             | 清代           | 省璜镇横溪村                                                               | 古建筑             | 是祭祀泗洲佛的相关建筑。泗洲佛又称泗洲大圣，是唐代的佛教高僧，福建、台湾等多地均有供奉泗洲佛的庙宇，横溪泗洲亭建于清朝道光年间，穿斗式构架，屋面燕尾式歇山顶，佛龛建在靠山的一侧，内有泗洲佛像。:372 |
| 桥东大王宫             | 清代           | 梅溪镇桥东村                                                               | 古建筑             | 建于清朝，坐东北朝西南，面宽14.57米，进深11.62米，平面呈长方形，总面积169.3平方米，有正前围墙、天井、左右廊道、正殿等建筑元素，正殿面阔3间，为夯土墙隔扇，外侧为马鞍式风火墙，进深1间，正厅面阔4柱3间、进深4柱，穿斗减柱造木构架，殿内保留有文物价值较高的壁画。 |
| 温汤廊屋桥             | 清代           | 桔林乡温汤村                                                               | 古建筑             | 是一座横跨温汤溪的单跨木拱斜撑廊屋桥，始建年代无考，清朝同治十三年（1874年）重修，西南东北走向，全长13.3米，宽3.86米，桥面距水面5.5米，两岸桥台以块石叠砌，前端八字木拱以圆杉木搭成，廊屋面阔4柱，进深7间，用柱32根，9檩抬梁木构架，悬山屋顶，两侧有供行人休息的座椅，廊屋正檩上有墨书说明该桥重修年份。 |
| 冬畴寨                 | 清代           | 塔庄镇坪街村                                                               | 古建筑             | 是一个极具规模的寨堡，由寨主夫人郑梅英主持修建，原命名自寨主黄国闪之名，称之为闪庐，其子黄冬畴继家主之位后改为现名，有大小房间和厅堂106间，包括回照、天井、正座、后天井、厨房、横厝、外横厝等建筑结构，外墙为夯土筑就，墙基以方块青石垒砌，墙内有贯通全寨的走马弄。建筑现今总体保存完好。 |
| 典利厝                 | 清代           | 云龙乡后垅村                                                               | 古建筑             | 是当地最典型的古厝建筑，又名本典厝，始建于清代，占地约3500平方米，厝内建筑有主座、花厅和护厝，建筑外围有具防御功能带连廊的围墙，挡水脊上有灰塑彩绘，建筑中有木构件雕刻和墀头等华丽的装饰。当地是中科院院士吴孟超的故乡，附近有吴孟超院士馆等建筑。 |
| 第七批（2023年公布）   |                |                                                                            |                    | |
| 梅城革命烈士墓         | 中华人民共和国 | 梅城镇洋桃社区                                                             | 革命遗址纪念建筑物 | 是闽清县中国共产党及中华人民共和国革命烈士遗骸安葬墓园，1963年兴建，坐西南朝东北，占地面积6200平方米，共三层，安葬烈士遗骸的底层为花岗岩材质，面宽16.5米，进深15.50米，高1.80米，第二层面宽8.03米，进深6.53米，高0.8米，最高层竖有高10米的纪念碑，刻有魏体字“革命烈士永垂不朽”。 |
| 际上石梁桥             | 宋代           | 云龙乡际上村西北面村口                                                     | 古建筑             | 是闽清县目前发现的最大的宋代石梁桥，南北走向，两台两墩、三孔等跨，酾水三道，长35米，宽3.4米，桥墩高4.5米，墩间跨度4.2米，用青条石横竖交叉构筑，桥面平铺十五块长6.50米、宽0.50米、厚0.33米的青石板。 |
| 溪头林氏宗祠           | 清代           | 金沙镇溪头村                                                               | 古建筑             | 是一座具有闽东建筑特色的地方宗祠，始建于清朝，2001年重修，坐南朝北，土木结构，面宽21.7米，进深34.5米，平面呈长方形，占地面积749平方米，天井左右回廊4柱3间，外侧则是马鞍式风火墙，有精美的木雕、灰塑，具有一定艺术价值。 |